# Cirroctopus glacialis
Cirroctopus glacialis (лат.) — вид головоногих моллюсков из отряда осьминогов.
Обитает в Южном океане. Бентосное животное, встречается на глубине до 1525 м. Считается видом вне опасности, безвреден для человека, объектом промысла не является.